# 直方体

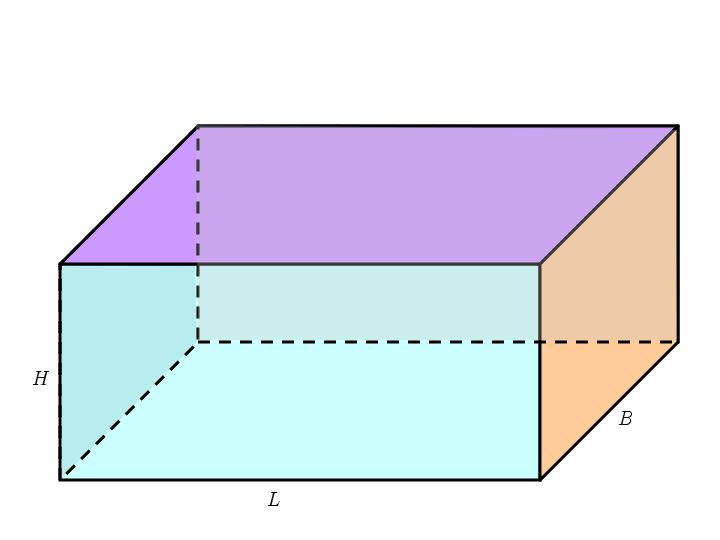
直方体

直方体（ちょくほうたい、cuboid）とは、すべての面が長方形（正方形も長方形の一種である）で構成される六面体（面が6つある多面体）である。直六面体（ちょくろくめんたい）とも呼ばれる。その特徴から、隣接する面が直角に交わる。
四角柱、特に直四角柱の一種である。
面を構成する長方形がすべて正方形であるような直方体は特に立方体（正六面体）と呼ばれる。
直方体を傾けると、平行六面体が得られる。
直方体の辺・面の対角線すべての長さが自然数であるものはオイラーのレンガと呼ばれ、その最小なものの3辺は(44, 117, 240)である。(オンライン整数列大辞典の数列 A268396)
直方体の辺・面の対角線・直方体の対角線すべての長さが自然数であるものは完全直方体（perfect cuboid）と呼ばれる。完全直方体が存在するかどうかは知られていない（未解決問題）。

## 性質
- 頂点の数は 8、辺の数は 12、面の数は 6、一つの頂点から出る辺の数は 3、一つの頂点を共有する面の数は 3 、一つの辺を共有する面の数は 2 である。
- a,b,cをそれぞれ幅、高さ、奥行きの長さとすると、
  - 体積は a × b × c、表面積は 2 × (ab ＋ bc ＋ ca)、重心位置の高さはb/2、2つの異なる頂点と直方体の重心を通る対角線の長さは {\displaystyle {\sqrt {a^{2}+b^{2}+c^{2}}}} で表される。